# Haydée, ou le Secret

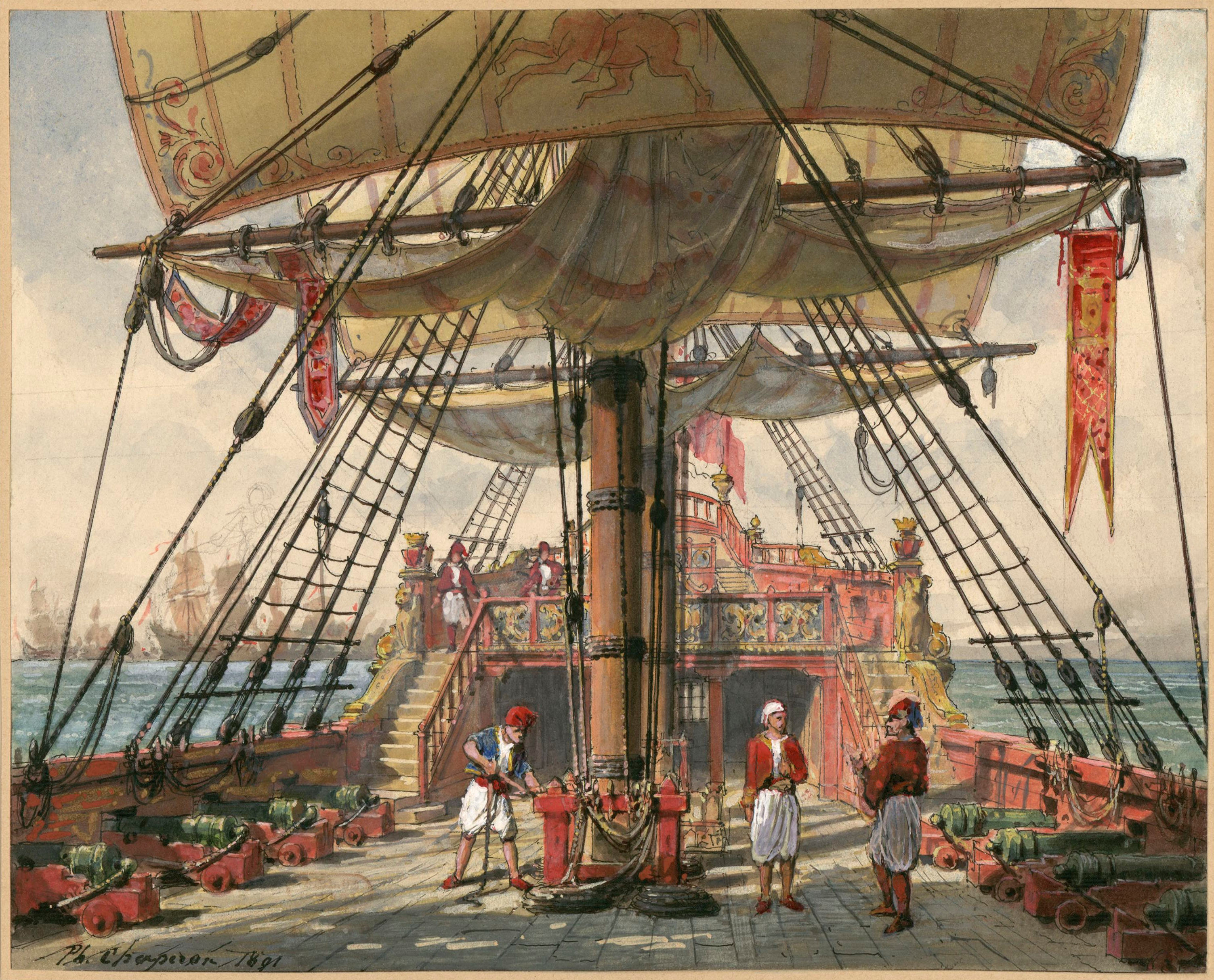
Acto dos

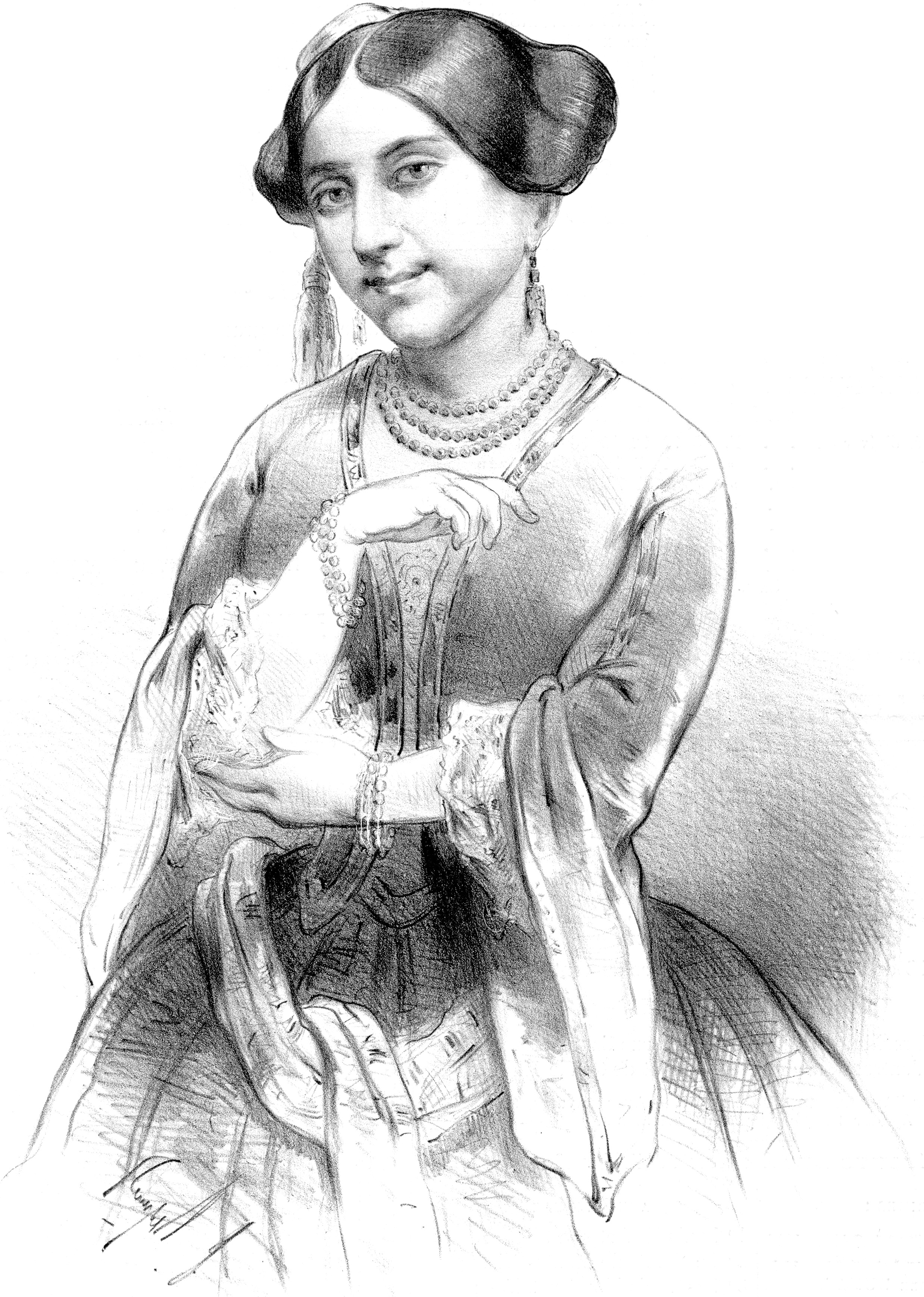
Anne-Benoîte-Louise Lavoye como Haydée

Haydée, ou Le secret es una opéra comique en tres actos con música de Daniel Auber y libreto en francés del colaborador habitual de Auber, Eugène Scribe, basada en un cuento de Prosper Mérimée, La Partie de trictrac (1830). Se estrenó en el Théâtre Royal de l'Opéra-Comique, París el 28 de diciembre de 1847.
La ópera se representó con regularidad por la Opéra-Comique hasta finales del siglo XIX, logrando allí 520 representaciones. Esta ópera rara vez se representa en la actualidad; en las estadísticas de Operabase aparece con sólo 1 representación en el período 2005-2010, siendo la tercera de Daniel Auber.

## Personajes
| Personaje       | Tesitura | Reparto del estreno, 28 de diciembre de 1847 (Director: Théodore Labarre) |
| --------------- | -------- | ------------------------------------------------------------------------- |
| Andréa Donato   | tenor    | Marius-Pierre Audran                                                      |
| Doménico        | tenor    | Edmond-Jules Delaunay-Ricquier                                            |
| Haydée          | soprano  | Anne-Benoîte-Louise Lavoye                                                |
| Lorédan Grimani | tenor    | Gustave-Hippolyte Roger                                                   |
| Malipieri       | bajo     | Léonard Hermann-Léon                                                      |
| Rafaela         | soprano  | Sophie Grimm                                                              |

## Argumento
La historia transcurre durante las guerras del siglo XVI entre Venecia y el Imperio otomano e implica a un almirante veneciano, Lorédan, quien nunca se puede perdonar por haber hecho trampas a los dados. El rol titular es una muchacha esclava chipriota; su nombre procede de Haidée, la hija del rey pirata, en el poema de Byron Don Juan.

## Grabaciones
- Isabelle Philippe (Haydée); Bruno Comparetti (Lorédan Grimani); Paul Medioni (Malipieri); Anne Sophie Schmidt (Rafaela); Mathias Vidal (Andréa Donato); Stéphane Malbec-Garcia (Doménico); Michael Swiereczewski (director); Théâtre Impérial de Compiègne; Pierre Jourdan (director artístico); André Brasilier (escenario); Jean-Pierre Capeyron (vestuario); Thierry Alexandre (iluminación). Kultur Video D4244 (Region 1, NTSC, 137 min, 16:9 anamorphic), 2005.